# Nationalstraße 330 (China)
Die Nationalstraße 330 (chinesisch 330国道, Pinyin 330 Guódào, englisch China National Highway 330), chin. Abk. G330, ist eine 327 km lange, in Ost-West-Richtung verlaufende Fernstraße im Osten Chinas in der Provinz Zhejiang. Sie führt von der Küstenmetropole Wenzhou über Qingtian, Lishui, Jinyun, Yongkang, Jinhua und Lanxi nach Jiande, wo sie in die Nationalstraße G320 einmündet.